# Саверовка
Саве́ровка (рос. Саверовка) — селище у складі Гайського міського округу Оренбурзької області, Росія.

## Населення
Населення — 317 осіб (2010; 391 у 2002).
Національний склад (станом на 2002 рік):
- росіяни — 45 %